# Giro di Danimarca 2006
Il Giro di Danimarca 2006, sedicesima edizione della corsa, si svolse dal 2 al 6 agosto 2006 su un percorso di 874 km ripartiti in 6 tappe, con partenza da Frederikshavn e arrivo a Frederiksberg. Fu vinto dallo svizzero Fabian Cancellara del Team CSC davanti all'australiano Stuart O'Grady e al tedesco Thomas Ziegler.

## Tappe
| Tappa  | Data     | Percorso                                  | km  | Vincitore di tappa  | Leader cl. generale |
| ------ | -------- | ----------------------------------------- | --- | ------------------- | ------------------- |
| 1ª     | 2 agosto | Frederikshavn > Viborg                    | 215 | Aitor Galdos Alonso | Aitor Galdos Alonso |
| 2ª     | 3 agosto | Aalestrup > Vejle                         | 185 | Fabian Cancellara   | Fabian Cancellara   |
| 3ª     | 4 agosto | Kolding > Odense                          | 205 | Robert Förster      | Stuart O'Grady      |
| 4ª     | 5 agosto | Sorø > Hillerød                           | 100 | Olaf Pollack        | Stuart O'Grady      |
| 5ª     | 5 agosto | Helsingør > Helsingør (cron. individuale) | 14  | Fabian Cancellara   | Fabian Cancellara   |
| 6ª     | 6 agosto | Gilleleje > Frederiksberg                 | 155 | Robert Förster      | Fabian Cancellara   |
| Totale | Totale   | Totale                                    | 874 |                     |                     |

## Dettagli delle tappe

### 1ª tappa
- 2 agosto: Frederikshavn > Viborg – 215 km

| Pos. | Corridore           | Squadra      | Tempo    |
| ---- | ------------------- | ------------ | -------- |
| 1    | Aitor Galdos Alonso | Panaria      | 4h44'08" |
| 2    | René Haselbacher    | Gerolsteiner | s.t.     |
| 3    | Stuart O'Grady      | CSC          | s.t.     |

| Pos. | Corridore           | Squadra      | Tempo    |
| ---- | ------------------- | ------------ | -------- |
| 1    | Aitor Galdos Alonso | Panaria      | 4h43'58" |
| 2    | René Haselbacher    | Gerolsteiner | a 4"     |
| 3    | Stuart O'Grady      | CSC          | a 6"     |

### 2ª tappa
- 3 agosto: Aalestrup > Vejle – 185 km

| Pos. | Corridore         | Squadra  | Tempo    |
| ---- | ----------------- | -------- | -------- |
| 1    | Fabian Cancellara | CSC      | 4h16'34" |
| 2    | Stuart O'Grady    | CSC      | a 21"    |
| 3    | Thomas Ziegler    | T-Mobile | s.t.     |

| Pos. | Corridore           | Squadra | Tempo    |
| ---- | ------------------- | ------- | -------- |
| 1    | Fabian Cancellara   | CSC     | 9h00'50" |
| 2    | Stuart O'Grady      | CSC     | a 3"     |
| 3    | Aitor Galdos Alonso | Panaria | a 7"     |

### 3ª tappa
- 4 agosto: Kolding > Odense – 205 km

| Pos. | Corridore      | Squadra      | Tempo    |
| ---- | -------------- | ------------ | -------- |
| 1    | Robert Förster | Gerolsteiner | 4h40'41" |
| 2    | Stuart O'Grady | CSC          | s.t.     |
| 3    | Alex Rasmussen |              | s.t.     |

| Pos. | Corridore         | Squadra      | Tempo     |
| ---- | ----------------- | ------------ | --------- |
| 1    | Stuart O'Grady    | CSC          | 13h41'28" |
| 2    | Fabian Cancellara | CSC          | a 5"      |
| 3    | René Haselbacher  | Gerolsteiner | a 18"     |

### 4ª tappa
- 5 agosto: Sorø > Hillerød – 100 km

| Pos. | Corridore      | Squadra    | Tempo    |
| ---- | -------------- | ---------- | -------- |
| 1    | Olaf Pollack   | T-Mobile   | 2h30'04" |
| 2    | Baden Cooke    | Unibet.com | s.t.     |
| 3    | Stuart O'Grady | CSC        | s.t.     |

| Pos. | Corridore         | Squadra      | Tempo     |
| ---- | ----------------- | ------------ | --------- |
| 1    | Stuart O'Grady    | CSC          | 16h11'30" |
| 2    | Fabian Cancellara | CSC          | a 7"      |
| 3    | René Haselbacher  | Gerolsteiner | a 20"     |

### 5ª tappa
- 5 agosto: Helsingør > Helsingør (cron. individuale) – 14 km

| Pos. | Corridore         | Squadra  | Tempo  |
| ---- | ----------------- | -------- | ------ |
| 1    | Fabian Cancellara | CSC      | 16'15" |
| 2    | Thomas Ziegler    | T-Mobile | a 18"  |
| 3    | Alex Rasmussen    |          | a 24"  |

| Pos. | Corridore         | Squadra  | Tempo     |
| ---- | ----------------- | -------- | --------- |
| 1    | Fabian Cancellara | CSC      | 16h27'52" |
| 2    | Stuart O'Grady    | CSC      | a 20"     |
| 3    | Thomas Ziegler    | T-Mobile | a 51"     |

### 6ª tappa
- 6 agosto: Gilleleje > Frederiksberg – 155 km

| Pos. | Corridore        | Squadra      | Tempo    |
| ---- | ---------------- | ------------ | -------- |
| 1    | Robert Förster   | Gerolsteiner | 3h21'22" |
| 2    | Olaf Pollack     | T-Mobile     | s.t.     |
| 3    | Magnus Backstedt | Liquigas     | s.t.     |

| Pos. | Corridore         | Squadra  | Tempo     |
| ---- | ----------------- | -------- | --------- |
| 1    | Fabian Cancellara | CSC      | 19h49'14" |
| 2    | Stuart O'Grady    | CSC      | a 20"     |
| 3    | Thomas Ziegler    | T-Mobile | a 53"     |

## Classifiche finali

### Classifica generale
| Pos. | Corridore         | Squadra         | Tempo     |
| ---- | ----------------- | --------------- | --------- |
| 1    | Fabian Cancellara | Team CSC        | 19h49'14" |
| 2    | Stuart O'Grady    | Team CSC        | a 20"     |
| 3    | Thomas Ziegler    | T-Mobile        | a 53"     |
| 4    | Kurt Asle Arvesen | Team CSC        | a 1'11"   |
| 5    | Baden Cooke       | Unibet.com      | a 1'23"   |
| 6    | Manuel Quinziato  | Liquigas        | a 1'25"   |
| 7    | René Haselbacher  | Gerolsteiner    | a 1'37"   |
| 8    | Vincenzo Nibali   | Liquigas        | a 1'41"   |
| 9    | Piet Rooijakkers  | Skil-Shimano    | a 1'45"   |
| 10   | Cadel Evans       | Davitamon-Lotto | a 1'50"   |